# Цудахарцы

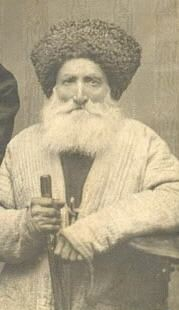
Аслан-кади Цудахарский

Цудахарцы (дарг. ЦӀудхъуранте) — этническая группа даргинцев. Относятся к кавкасионскому типу европеоидной расы. Верующие цудахарцы как и остальные даргинцы в массе своем исповедуют ислам суннитского толка шафиитского мазхаба.

## Расселение и численность
Цудахарцы традиционно проживают в Левашинском и Акушинском районах. Исторически на этой территории располагалось Цудахарское вольное общество. В 1946—1956 гг. эти земли входили в состав Цудахарского района. Также имеются моноэтничные цудахарские сёла в Хасавюртовском районе село Новый Костек, пригород Махачкалы село Красноармейское и село Новокаре Бабаюртовского района. Крупнейшими цудахарскими сёлами являются Хаджалмахи и Цудахар. По итогам переписи 2021 года численность населения всех цудахарских сёл составила около 42 тысяч человек. Имеются сильные цудахарские общины в крупных городах Дагестана таких как Махачкала, Каспийск, Избербаш и Кизляр, а также в селе Кочубей Тарумовского района. По оценке на 2024 год общая численность может достигать 60-65 тысяч человек. За пределами Дагестана самая крупная община находится в Ставропольском крае образуя единую даргинскую диаспору.

## Язык
Цудахарцы говорят на цудахарском диалекте даргинского языка. Всего на цудахарском говорят в 25 сёлах Левашинского и в шести сёлах Акушинского районов, а также в селе Новый Костек Хасавюртовского района и в Новокаре Бабаюртовского района. Историческим центром является село Цудахар, самым крупным селом — Хаджалмахи, другие крупные сёла: Тебекмахи, Аметеркмахи, Цухта и Куппа. Данный диалект является достаточно взаимопониманиемым для владеющих литературных даргинским языкоми и кайтагским диалектом даргинского языка. Исследование 1927 года показало, что Цудахар в то время выделялся среди сёл Даргинского округа особенно высоким уровнем владения русским языком: 36 % грамотных и 17 % неграмотных жителей говорили по-русски (по сравнению с 28 % и 11 % соответственно в среднем по округу). 

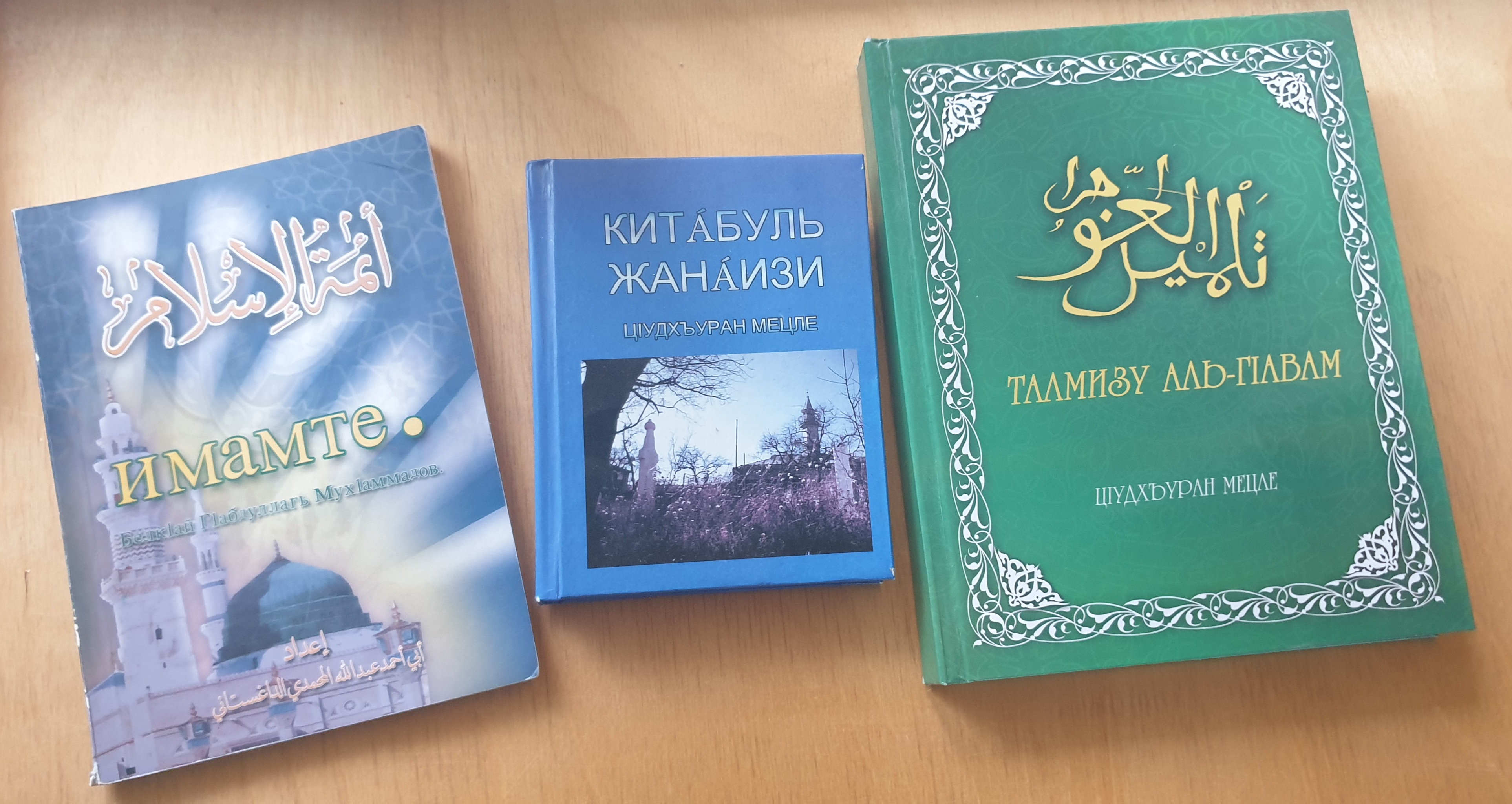
Религиозная исламская литература на цудахарском языке

Местные жители, обеспокоенные сохранением своего родного языка, выдвигают инициативы по его сохранению и поддержке. Ведётся работа по созданию алфавита для цудахарского языка.

## Традиционные ремёсла
По всей России мужчины Цудахара известны как шляпники и продавцы. Российская империя захватила территорию, где живут цудахарцы, в 1864 году. Цудахарцы, которые не шьют головные уборы, часто работают в сельском хозяйстве и животноводстве. Они выращивают капусту, картошку, абрикосы и другие фрукты и овощи. Мужчины также пасут овец и коз. Женщины вяжут шерстяные носки. В последнее время всё больше цудахарцев промышляют малым и средним бизнесом, молодое поколение активно осваивает медицинские и юридические науки.

## Религия
Цудахарцы — большая часть мусульмане-сунниты. Быть мусульманином рассматривается как часть их личной идентичности. Они были преданными мусульманами с XV века. Ислам в центральном Дагестане — это не просто религия; оно также переплетено со структурой общества. Мужской совет старейшин в каждом ауле наблюдает за религиозным поведением и общинными решениями. Старейшины принимают судебные решения и обеспечивают соблюдение законов ислама. Наблюдается радикализация в части трактования основ религии среди молодежи.

## История
Являясь неотъемлемой частью даргинского народа, и в семье братских народов Дагестана, цудахарцы во все времена и периоды исторического развития Страны гор принимали непосредственное и активное участие во всех значимых событиях, нередко выпадавших на долю своей родины. Внеся свою лепту в общую копилку материальной и духовной культур её разноязычных народов. Из цудахарцев вышло немало исторических личностей, учёных, общественно-политических и государственных деятелей, спортсменов, бизнесменов, героев войны и труда, известных религиозных авторитетов, деятелей науки и поэтического дара прославивших свой прекрасный край. Цудахарцы также известны своим крепким духом, предприимчивостью, целеустремлённостью, смекалистостью и мастерством, хорошим нравом и гостеприимством. Об этих отличительных чертах характера цудахарцев, свойственных и другим народам Кавказа, есть немало свидетельств современников разных периодов их жизнедеятельности.

## Известные представители
- Абакарова Патимат Серажутдиновна — российская и азербайджанская тхэквондистка. Олимпийская призерка. Победительница и призерка многочисленных международных соревнований